# Манштет
Манштет (њем. Mannstedt) општина је у њемачкој савезној држави Тирингија. Једно је од 55 општинских средишта округа Земерда. Према процјени из 2010. у општини је живјело 384 становника. Посједује регионалну шифру (AGS) 16068035.

## Географски и демографски подаци
Манштет се налази у савезној држави Тирингија у округу Земерда. Општина се налази на надморској висини од 169 метара. Површина општине износи 7,4 km². У самом мјесту је, према процјени из 2010. године, живјело 384 становника. Просјечна густина становништва износи 52 становника/km².